# District de Jinjiazhuang
Le district de Jinjiazhuang (金家庄区 ; pinyin : Jīnjiāzhuāng Qū) est une subdivision administrative de la province de l'Anhui en Chine. Il est placé sous la juridiction de la ville-préfecture de Ma'anshan.